# Amerykanie pochodzenia czeskiego
Amerykanie pochodzenia czeskiego (ang. Czech Americans) – mieszkańcy USA pochodzący, bądź urodzeni na terenie Czech. Według spisu powszechnego z roku 2000 w Stanach Zjednoczonych żyło 1 262 527 Amerykanów pochodzenia czeskiego.

## Populacja
Stany z największymi populacjami czeskimi
| Teksas     | 155 855 |
| Illinois   | 123 708 |
| Wisconsin  | 97 220  |
| Minnesota  | 85 056  |
| Nebraska   | 83 462  |
| Kalifornia | 77 673  |
| Ohio       | 61 640  |
| Iowa       | 51 508  |
| Nowy Jork  | 44 942  |
| Floryda    | 42 890  |

Stany z największymi procentowymi udziałami ludności czeskiej
| Nebraska          | 4,9% |
| Dakota Południowa | 2,1% |
| Dakota Północna   | 2,0% |
| Wisconsin         | 1,8% |
| Iowa              | 1,8% |
| Minnesota         | 1,7% |